# 몽고정
몽고정(蒙古井)은 대한민국 경상남도 창원시 마산합포구 자산동에 위치한 우물이다. 1983년 12월 20일 경상남도 문화재자료 제82호로 지정되었다.

## 개요
고려시대 충렬왕 원년, (1281년) 원나라 세조는 2차례의 일본 정벌에 실패한 뒤, 같은 해 10월에 마산시 정수장 일대의 환주산에 군사를 배치하고 진을 설치하였다. 이곳에 주둔한 군사들에게 마실 물을 공급하기 위해 만들어진 것으로 추정되는 우물이 몽고정이다. ‘고려정’ 또는 ‘광대바위샘’으로도 부른다. 700여 년이 지난 현재에도 추산동 등 인근 주민의 공동우물로 사용된다.
우물 앞에 몽고정(蒙古井)이라 쓰인 비석은 1932년 일본인 단체인 고적보존회가 세운 것이다. 몽고정 인근에는 3·15 의거 기념탑과, 몽고식품 본사가 위치해 있다.

## 현지 안내문
고려시대 말 1281년에 원나라의 세조가 2차례의 일본 정벌에 실패한 뒤, 같은 해 10월에 지금 마산시 정수장 일대의 환주산(環珠山)에 군사를 배치하고, 진(鎭)을 설치하였다.
몽고정은 이곳에 주둔한 군사들에게 마실 물을 공급하기 위해 만든 우물로 추정되고 있다. 우물 앞에 몽고정이라 쓰인 비석은 1932년에 일본인 단체인 고적보존회가 세운 것으로, ‘고려정’ 또는 ‘광대바위샘’으로도 부른다.

## 참고자료
- 몽고정 - 국가유산청 국가유산포털